# Hugh E. Wright
Hugh E. Wright (Cannes, 13 de abril de 1879 – 12 de fevereiro de 1940) foi um ator e roteirista britânico nascido na França.

## Filmografia selecionada
Ator
- 1066: And All That (1939, Telefilme)
- The Knight of the Burning Pestle (1938, Telefilme)
- Royal Eagle (1936)
- Scrooge (1935)
- Widow's Might (1935)
- Adventurers Ltd. (1934)
- Crazy People (1934)
- Get Your Man (1934)
- Nell Gwyn (1934)
- On the Air (1934)
- Radio Parade of 1935 (1934)

Roteiro
- Auld Lang Syne (1929)
- Nothing Else Matters (1920)
- Hughie at the Victory Derby (1919)